# Norðlýsið

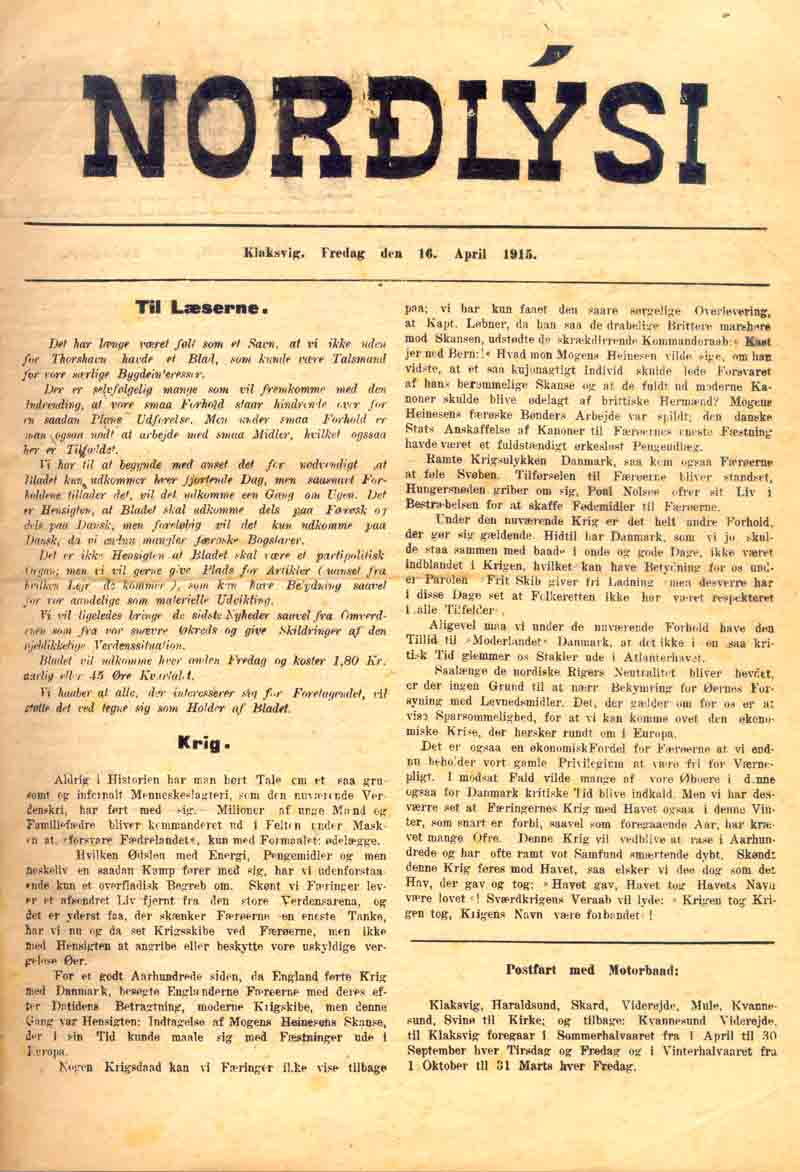
První vydání (16. dubna 1915)

Norðlýsið (česky: Polární záře) je název faerského časopisu. Vychází od roku 1915, v současnosti má kolem 2000 prodaných výtisků týdně. Časopis vychází v Klaksvíku.
Zpočátku noviny vycházely jednou za 14 dní a v dánštině. Nyní vycházejí jednou týdně. Na internetu jsou nabízeny zdarma, na rozdíl od dalších faerských novin Dimmalætting a Sosialurin. Obsahují také diskuzní fórum kjak.
V novinách Norðlýsið v současnosti pracují dva redaktoři, Oliver Joensen a John William Joensen. Oliver je šéf a John William vlastní tiskárnu, ve které se noviny tisknou.